# Мардпет
Мардпет (арм. Մարդպետ) — родовой дворянский титул в античной и средневековой Армении.

## История
Согласно Кириллу Туманову, изначально титул означал «главу мардов», людей населявших Мардастан. Позже мардпет становится родовым титулом, подобно аспету, спарапету и малхазу. Титул носили династические князья из рода мардов. Они представляли собой каспио-мидийский или матиено-маннейский анклав в Армении. Их территории располагались к югу от Аракса и к востоку от озера Ван, включая Мардастан на восточном берегу этого озера. Район их проживания, а также Мардпетакан — владения мардпета, простирались от озера Ван до Атропатены.
В свою очередь Владимир Луконина отмечал, что армянский титул «мардпет», происходящий из парфянского или среднеперсидского языка, где март/мард значит битва/война, обозначал «главу армии» или «военачальника». Г. В. Бейли предлагал реконструировать значение армянского термина «мардпет» и его парфянского аналога, как «заведующий дворцовым хозяйством».
Имеются сообщения армянских историков о знатности мардпетов. Так, Агатангелос сообщает, что среди князей, сопровождавших Григория Просветителя в Кесарию, мардпеты занимали третье место. Согласно Фавстосу Бузанду, титул «мардпет» сопровождался прозвищем «отец» («Hayr»), что является указанием на особое значение этого титула. Должность мардпета была схожей с функциями главного казначея и управляющего дворцовым хозяйством.

В V веке княжеский род мардов прекращает своё существование и их титул вместе с владениями Мардпетакан, ставшим лишь географическим термином, переходит к соседнему роду Арцруни. Так, Товма Арцруни, историк Васпуракана, который был хорошо осведомлён о топографии провинции писал: 
...те известные кантоны составляли некогда владения так называемого князя Мардпета
Лазарь Парпеци, историк V века называет представителя Арцруни Михр-Шапуха принцем Арцруни и Мардпетом.